# Wasastjerna
Wasastjerna är en  adelsätt från år 1808. Ursprungligen den svenska släkten Fahlander från Dalarna. Gemensamt ursprung med adliga släkten Tigerstedt.
I Vasa våren 1808 vägrade affärsmannen Abraham Falander och advokatfiskalen Anders Johan Bergvald att efter rikets splittring svära trohetseden för tsar Alexander I. Båda fördes för detta till Åbo och dömdes till arkebusering av den ryska överbefälhavaren von Buxhoevden. Ärkebiskop Jacob Tengström lyckades dock omvandla dödsdomen till en förvisning till Sverige. Under resan träffade Falander och Bergvald i oktober 1808 kung Gustav IV Adolf i Lemlands prästgård på Åland, som belönade båda männens lojalitet genom att adla dem med det gemensamma namnet Wasastjerna, till minne av deras ståndaktighet i Vasa.
Falander återvände till Finland år 1810, och genom hans ättlingar fortlever ätten Wasastjerna i Finland där de upptagits på nummer 162 på Finlands Riddarhus och upprätthåller en släktförening. Bergvald avled ogift i Sverige år 1828. Släkten är introducerad på Sveriges Riddarhus år 1809 som adlig släkt nummer 2196.

## Medlemmar i ätten Wasastjerna (urval)
Samtliga uppförda var verksamma i Finland. Biografiska upplysningar från Uppslagsverket Finland och Nordisk Familjebok. Se även artikeln Wasastjerna i finskspråkiga Wikipedia.
- Abraham Wasastjerna (1746–1815), affärsman, riksdagsman
- Curt Wasastjerna (1918–1998), läkare, professors namn
- Evert Wasastjerna (1833–1930), ämbetsman
- Georg Wasastjerna (1865–1915), arkitekt
- Gustaf Adolf Wasastjerna (1785–1849), industriman
- Gustaf August Wasastjerna (1823–1905), industriman
- Jarl Wasastjerna (1896–1972), fysiker, professor
- Karl Oskar Wasastjerna (1853–1923)
- Knut Wasastjerna (1867–1935), arkitekt
- Nils Wasastjerna (1872–1951), inredningsarkitekt
- Oskar Wasastjerna (1819–1889), genealog
- Osvald Wasastjerna (1831–1917), läkare och donator
- Sigrid Wasastjerna (1862–1909), poet
- Torsten Wasastjerna (1863–1924), konstnär